# هیرکا کانچا
هیرکا کانچا (به اسپانیایی: Hirka Kancha) یک کوه در پرو است که در Peru, Lima Region, Cajatambo Province, Oyón Province واقع شده‌است. هیرکا کانچا ۵٬۰۰۰ متر بالاتر از سطح دریا واقع شده‌است.